# Festival du cinéma américain de Deauville 1997
Le Festival du cinéma américain de Deauville 1997, la 23e édition du festival, s'est déroulé du 5 au 14 septembre 1997.

## Jury

### Jury de la sélection officielle
- Sophie Marceau (Présidente du Jury)
- Élodie Bouchez
- Philippe Carcassonne
- Étienne Chatiliez
- John Hurt
- Michèle Laroque
- Nathalie Quintane
- Inés Sastre
- Lambert Wilson

## Sélection

### Film de clôture
- Une vraie blonde de Tom DiCillo

### En Compétition
- Loved d'Erin Dignam
- L'Or de la vie de Victor Nuñez
- Kansas Blues de John Patrick Kelley
- Love! Valour! Compassion! de Joe Mantello
- En compagnie des hommes de Neil LaBute
- Back Home de Bart Freundlich
- Sunday de Jonathan Nossiter
- Julian Po d'Allan Wade
- The House of Yes de Mark Waters
- Sous influences d'Adam Bernstein

### Hommages
- John Waters
- Morgan Freeman
- Arnold Kopelson

### Premières - hors compétition
- Le Monde perdu : Jurassic Park – Steven Spielberg
- Volte/Face (Face/Off) – John Woo

## Palmarès
| Prix                               | Lauréat                        |
| ---------------------------------- | ------------------------------ |
| Grand prix                         | Sunday de Jonathan Nossiter    |
| Prix du jury                       | L'Or de la vie de Victor Nuñez |
| Prix de la critique internationale | Sunday de Jonathan Nossiter    |
| Prix du public                     | Back Home de Bart Freundlich   |